# Schmiederita
La schmiederita és un mineral de la classe dels sulfats, que pertany al grup de la linarita-chenita. Rep el seu nom de Wilhelm Richard Oscar Schmieder (1891-1980), geògraf i professor alemany que va passar la major part de la seva carrera a Kiel. De 1920 a 1925, va ser professor i director del Museu de Mineralogia i Geologia de la Universitat Nacional de Córdoba. Abans de l'any 1980, el mineral s'escrivia erròniament com a schmeiderite.

## Característiques
La schmiederita és un selenat de fórmula química Pb₂Cu₂(Se⁶⁺O₄)(Se⁴⁺O₃)(OH)₄. Va ser publicada per primera vegada per l'Associació Mineralògica Internacional l'any 1962. Cristal·litza en el sistema monoclínic. És un mineral isostructural amb la munakataïta, de la qual és el seu anàleg amb seleni.
Segons la classificació de Nickel-Strunz, la schmiederita pertany a «07.BC: sulfats (selenats, etc.), amb anions addicionals, sense H₂O, amb cations de mida mitjana i gran», juntament amb els minerals següents: d'ansita, alunita, amonioalunita, amoniojarosita, argentojarosita, beaverita-(Cu), dorallcharita, huangita, hidroniojarosita, jarosita, natroalunita-2c, natroalunita, natrojarosita, osarizawaïta, plumbojarosita, schlossmacherita, walthierita, beaverita-(Zn), ye'elimita, atlasovita, nabokoïta, clorotionita, euclorina, fedotovita, kamchatkita, piypita, klyuchevskita, alumoklyuchevskita, caledonita, wherryita, mammothita, linarita, munakataïta, chenita, krivovichevita i anhidrocaïnita.

## Formació i jaciments
Va ser descoberta a la mina El Cóndor, situada al districte de Los Llantenes, al departament de Vinchina (La Rioja, Argentina). També ha estat descrita en un altre indret de La Rioja, així com a Bolívia, els Estats Units, a Itàlia, a la República Txeca i al Regne Unit.